# Pavonia semiserrata
Pavonia semiserrata är en malvaväxtart som först beskrevs av Heinrich Adolph Schrader, och fick sitt nu gällande namn av Ernst Gottlieb von Steudel. Pavonia semiserrata ingår i släktet påfågelsmalvor, och familjen malvaväxter. Inga underarter finns listade i Catalogue of Life.